# Râul Laița
Râul Laița este un curs de apă, afluent al râului Cârțișoara. 